# 群馬サイクルスポーツセンター

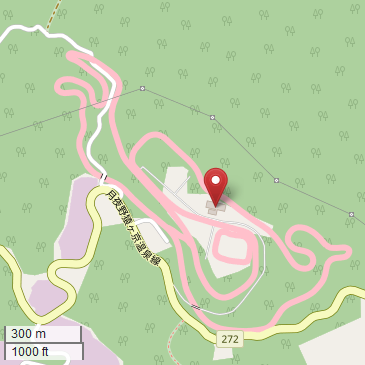
施設マップ

群馬サイクルスポーツセンター（ぐんまサイクルスポーツセンター）は、群馬県利根郡みなかみ町に所在する、自転車をテーマとした観光施設（遊園地）である。通称は『群サイ』。

## 概要
1983年に自転車競技者の育成を目的として開園した。当初は日本自転車振興会（当時）などからの補助を受けた財団法人によって運営されていたが、経営難に陥り2002年に民間企業（株式会社群馬サイクルスポーツセンター）へ譲渡された。
園内には全長6kmのサーキットコースのほか、多種多様な「おもしろ自転車」で遊べる広場や、サイクルモノレールなどのアトラクションが設置されている。本来の設立目的である自転車競技やレクリエーションの場として利用される一方、後述のサーキットコースが峠道に似た特徴を持つことから、近年は自動車のモータースポーツイベントや、自動車ビデオマガジン『ホットバージョン』の収録などで多用され、「リアル峠」「峠の聖地」として自動車愛好家にも広く知られている。
2022年11月には敷地内にキャンプ場を開設するなど、事業の多角化も進めている。
冬季（12月下旬から翌年3月頃）は積雪のため、原則として自転車遊園地エリアは休園となるが、サーキットコースは貸切イベントなどで利用されることがある。

## 主な施設

### 6kmサーキットコース
全長6km、高低差約40mの本格的なサーキットコース。元々は自転車のロードレース用に設計されており、アップダウンやブラインドコーナーが連続するテクニカルなレイアウトが特徴である。

#### モータースポーツでの利用
運営が民間企業に移管されて以降、その「峠道」のようなコース特性から、ラリーやドリフト、タイムアタックといった自動車の走行会や競技イベントに積極的に活用されるようになった。特に、自動車ビデオマガジン『ホットバージョン』の人気企画「峠最強伝説」の舞台として長年使用されており、多くのチューニングカーがこのコースでバトルを繰り広げている。これにより「群サイ」の名はモータースポーツファンの間で広く知られることとなった。また、2021年よりジムカーナやドリフト走行に適した多目的広場も新設されている。

#### 安全性に関する課題
本来が自転車用のコースであるため、自動車が高速走行するにはコース幅が狭く、ランオフエリア（エスケープゾーン）やガードレールといった安全設備も十分ではない箇所が存在する。路面も荒れている箇所があり、ドライバーには高い運転技術と慎重さが要求される。2020年8月15日には、自動車イベントの走行中に車両がコースから逸脱して横転し、ドライバーが死亡する重大事故も発生している。

### サイクルアトラクション
- おもしろ自転車広場
  - 二人乗りや四人乗りの自転車、横に進む自転車、ジャンプして進む自転車など、様々な仕組みの「変わり種自転車」が多数用意されており、子供から大人まで楽しむことができる。
- のっぽサイクル
  - 地上約3mの高さに設置されたレールの上を、専用の自転車で走行するアトラクション。
- サイクル列車
- サイクルモノレール
- スピンサイクル

### その他
- 400mトラック
  - かつては競輪選手などが練習拠点として使用していた平面のトラック走路。
- 群サイミュージアム（トリックアート）
- パターゴルフ

## 交通アクセス
- 自動車
  - 関越自動車道 月夜野インターチェンジまたは水上インターチェンジより約20分。
- 公共交通機関
- 上越新幹線 上毛高原駅または上越線 後閑駅よりタクシーを利用。